# Cankova
Cankova – wieś w Słowenii, siedziba gminy Cankova. W 2018 roku liczyła 429 mieszkańców.